# Tornos phoxus
Tornos phoxus là một loài bướm đêm trong họ Geometridae.